# Enigma-B
Bei der Enigma-B (auch: Enigma B) handelt es sich um ein frühes Modell der Rotor-Schlüsselmaschine Enigma ab dem Jahr 1924.

## Geschichte
In der langen Geschichte der unterschiedlichen Enigma-Modelle war die spät im Jahr 1924 eingeführte Enigma-B chronologisch gesehen das vierte Modell (siehe auch: Stammbaum der Enigma unter Weblinks). Im Gegensatz zu den „schreibenden Enigma-Chiffriermaschinen“, nämlich der sogenannten „Handelsmaschine“ von 1923 und der „Schreibenden Enigma“ von 1924, war sie die zweite sogenannte „Glühlampenchiffriermaschine“. Sie nutzte, wie ihre unmittelbare Vorläuferin Enigma-A, zur Ausgabe keine Typenhebel, sondern Glühlampen.
Es gab zwei verschiedene Modellvarianten der Enigma-B, die in der englischsprachigen Literatur als Mark I und Mark II bezeichnet werden. Die erste wies, ähnlich wie die Enigma-A, eine zweireihige Tastatur und ein zweireihiges Lampenfeld auf. Bei der zweiten waren (von vorn nach hinten) drei Reihen Tasten, drei Reihen Lampen und schließlich der Walzensatz angeordnet – ein Erscheinungsbild sehr ähnlich dem, wie man es von allen späteren Modellen kennt.
Ein weiterer wichtiger Unterschied der beiden Varianten waren die – wie bei der Enigma-A – nur insgesamt drei Walzen der Mark I im Gegensatz zu den insgesamt vier Walzen bei der Mark II.  Die Umkehrwalze (UKW), die erst 1926 patentiert wurde, war allerdings nicht mehr, wie noch bei der Enigma-A, „setzbar“ und sie war nun von außen auch nicht mehr zu sehen. Man hatte sich hier zum ersten Mal entschieden, die UKW fest einzubauen. Dies wurde so bei fast allen folgenden Modellen bis in den Zweiten Weltkrieg so beibehalten. Die drei rotierenden Walzen hatten bei der Enigma-B übrigens jeweils 28 Stellungen. Sie unterschied sich damit zu allen anderen Modellen, die standardmäßig nur die 26 Großbuchstaben des lateinischen Alphabets nutzten.
```
 A   B   C   D   E   F   G   H   I   J
  K   L   M   N   O   P   Q   R   S
   T   U   V   X   Y   Z   Å   Ä   Ö

```

Am 13. November 1924 wurde solch eine Maschine dem schwedischen Generalstab angeboten. Sie zeigte neben den auch im Schwedischen verwendeten Buchstaben Ä und Ö außerdem noch den Buchstaben Å. Dafür entfielen Ü und W. Letzterer wurde im Bedarfsfall durch V V ersetzt.